# Jerzy Bodinović
Jerzy Bodinović – król Zety w latach 1115–1118 i ponownie 1125–1131. Syn króla Konstantyna Bodina.

## Dzieciństwo i młodość
Jerzy był drugim synem Konstantyna Bodina i jego żony, córki wodza normańskiego, Jakwinty. Ponieważ małżeństwo rodziców zostało zawarte w 1081 roku, Jerzy mógł przyjść na świat najwcześniej w połowie lat 80. XI wieku. Królewscy małżonkowie miel oprócz Jerzego jeszcze czterech synów: Michała, Marka, Arkricia i Tomasza. W połowie lat 90. najstarszy Michał miał nie więcej niż 12 lat. W Zecie nie obowiązywała zasada primogenitury zapewniająca sukcesję najstarszemu synowi władcy. Do sukcesji powołani byli wszyscy dorośli członkowie rodziny królewskiej. Oprócz czterech dorosłych braci przyrodnich króla, żyło jeszcze ośmiu synów jego stryja Radosława. Istniało więc duże prawdopodobieństwo, że w razie śmierci Bodina, przed osiągnięciem przez synów dorosłości, to któryś z nich sięgnie po władzę. Tym bardziej, że po śmierci stryja Radosława władającego Trawunią, jego najstarszy syn Branisław nie chciał uznać zwierzchnictwa Bodina. 
W połowie lat 90., prawdopodobnie pomiędzy 1093 a 1095 rokiem Konstantyn Bodin podjął próbę wzmocnienia pozycji swych synów. Kiedy Branisław wraz z bratem Gradisławem i synem stanęli w Skadarze, zostali z rozkazu Bodina, prawdopodobnie za namową królowej, zatrzymani i wtrąceni do więzienia. Branisław wkrótce potem zmarł w więzieniu. Pozostali na wolności bracia Branisława i jego synowie obawiając się o swe życie schronili się w Dubrowniku. Bodin obległ miasto i zażądał wydania zbiegów, mieszczanie jednakże odmówili. W walkach pod murami Dubrownika zginął tymczasem faworyt królowej, która w gniewie zażądała wyprowadzenia pozostałych dwóch więźniów i ścięcia ich pod murami miasta. Po tych wypadkach Kościół próbował mediacji między zwaśnionymi stronami. Żądni odwetu Radosławowicze wybrali jednak emigrację i schronili się pod opiekę cesarza w Konstantynopolu.
Sytuacja ta bynajmniej nie rozwiązała sprawy następstwa tronu. Po śmierci Bodina w 1101 roku pretensje do tronu, oprócz walczącej o prawa synów królowej wdowy, zgłosili również bracia przyrodni zmarłego króla, na których czele stanął Dobrosław. Najstarszy syn zmarłego króla, Michał, kilkunastoletni wówczas, uległ ostatecznie i tytuł królewski otrzymał Dobrosław. Na wieść o śmierci Bodina w sprawy Zety postanowił się jednak wmieszać również cesarz bizantyński, wykorzystując zeckich wygnańców przebywających od kilku lat w Konstantynopolu. Z rozkazu cesarskiego synowie i wnukowie Radosława zostali przewiezieni do Dracza. Stamtąd Kočapar Radoslavljević, wspierany przez Bizantyńczyków, udał się do Raszki szukać pomocy przeciw Dobrosławowi. Wielki żupan Raszki Wukan skorzystał z okazji do zrzucenia zwierzchnictwa zeckiego i wyprawił się przeciw królowi Zety. Osadził na tronie zeckim Kočapara Radoslavljevicia, a gdy ten okazał się zbyt niezależny, bratanka Bodina, Włodzimierza, ożeniwszy go najpierw ze swą córką. Pozbawiony władzy Dobrosław znalazł się w więzieniu w Raszce.

## Pierwsze panowanie
Osłabienie pozycji Wukana, który w 1106 roku doznał porażki w walkach z Bizancjum, sprawiło, że w Zecie podniosła głowę opozycja, na czele której stanęła wdowa po Bodinie, królowa Jakwinta. W 1114 roku więziony w Raszce Dobrosław został przewieziony do Zety. Podczas pobytu króla Włodzimierza w Kotorze Jakwincie udało się podać mu wolno działającą truciznę. Chory Włodzimierz powrócił do Skadaru. Jakwinta podążyła za nim, aby nie utracić wpływu na bieg spraw. W Skadarze próbowała obciążyć Dobrosława odpowiedzialnością za stan zdrowia króla. Włodzimierz nie usłuchał Jakwinty i nakazał jej opuścić stolicę. Z oddalenia Jakwinta nie zaniechała intrygi, obawiając się, że po śmierci króla, Dobrosław mógłby zostać wypuszczony z więzienia i powrócić do władzy. Włodzimierz niedługo potem umarł, a poplecznicy Jakwinty wdarli się do więzienia, skąd uprowadzili Dobrosława, wykastrowali go i oślepili. Okaleczonego Dobrosława Jakwinta zamknęła w klasztorze św. Sergiusza i Bachusa pod Skadarem. Jerzy objął władzę nad Zetą.
Objąwszy władzę Jerzy stanął na czele ugrupowania antybizantyńskiego w Zecie. Przypieczętował go przymierzem z nowym władcą Raszki Uroszem I. Krótko po objęciu władzy przez Jerzego doszło do konfliktu z synami Branisława. Jerzy uwięził Grubeszę, a pozostali bracia zbiegli do Dubrownika. Prawdopodobnie przed swym aresztowaniem Grubesza spiskował przeciw królowi i Jerzy aresztując go działał we własnej obronie. Pociągnęło to jednak za sobą dalsze wypadki. Nieoczekiwanie dla Jerzego w konflikt w Zecie włączył się bowiem cesarz bizantyński Jan II Komnen. Armia bizantyńska, wspierana przez członków zeckiej rodziny królewskiej, wkroczyła od strony Dracza do Zety. Jerzy zbiegł, a Jakwinta została aresztowana i odesłana do Konstantynopola, gdzie wkrótce zmarła.

## Drugie panowanie
Przez kolejne siedem lat Jerzy przebywał na dworze wielkiego żupana Urosza I w Rasie. W 1125 roku Grubesza wyprawił się w głąb Raszki wspierając wyprawę cesarza bizantyńskiego Jana II Komnena przeciw Węgrom. Serbowie odparli armię zecką i sami z kolei zaatakowali Zetę, wspierając roszczenia Jerzego Bodinovicia. Grubesza zginął w walkach pod Barem, a Jerzy powrócił na tron zecki. Bracia Grubeszy zbiegli za granicę. W następnym roku po bizantyńskiej ofensywie Serbia musiała jedanak uznać zwierzchnictwo Bizancjum. Jerzy ułożył się wówczas z synami Branisława. Zezwolił na ich powrót i przywrócił Dragihnie i Dragili ich ziemie. Jedynie Gradihna, najstarszy z braci, pozostał na wygnaniu w Raszce.
W następnych latach Jerzy szczęśliwie interweniował w Raszce, pomagając odzyskać tron wielkożupański Uroszowi I. Po wyprawie Jerzego Gradihna pojawił się w Zahumlu. Umocniony sukcesem król przystąpił do rozprawy z opozycją, wtrącił do więzienia Michała, syna Włodzimierza, wielkiego knezia Zahumla oraz brata Gradihny Dragilę. Dragihna ze swymi czterema synami zbiegł do Dracza.Wkrótce potem wojsko bizantyńskie wspierane przez Gradinhę i Draginhę zajęło kraj po Vranjine i Bar. Ponieważ wódz bizantyński został odwołany do Konstantynopola, Branisławowicze wycofali się ponownie do Dracza, pozostawiając w Obliku Borosza syna Grubeszy. Mszcząc się na przeciwnikach Jerzy rozkazał oślepić uwięzionych Michała i Dragilę. Następnie obległ broniącego Obliku Borosza. 
Tymczasem nowy namiestnik Dracza Aleksy Kontostefanos wspólnie z Gradinhą i jego bratem wkroczyli do Zety. Wojsko Gradinhy uderzyło znienacka na obóz królewski rozłożony pod Oblikiem zadając mu znaczne straty. Król zbiegł do Crmnicy. Po jego ucieczce Kontostefanos powrócił do Dracza, a Branisławowicze kontynuowali podbój kraju. Posłuszeństwo królowi wypowiedział Kotor, a po nim inne miasta. Gradihna kontynuował podbój ziem królewskich i pościg za królem, a z drugiej strony szachował Raszkan. Król ukrywał się po górach i lasach, wreszcie otoczony ze wszystkich stron schronił się w twierdzy Obolon. Pod Obolon nadciągnęli wspólnie Gradinha i Aleksy Kontostefanos. Oblężeni poddali twierdzę i wydali króla w ręce Bizantyńczyków. Aleksy powiódł go do Dracza, a stamtąd wysłał do Konstantynopola, gdzie Jerzy zmarł w więzieniu.